# Фарс (остан)
Вижте пояснителната страница за други значения на Фарс.
Фарс (на персийски: فارس) е един от 31 остана (провинции) на Иран. Разположен е в южната част на страната и е с площ 122608 km2. Населението наброява над 4.5 млн. души, 67,6% от които живеят в градовете на остана. Административният център е град Шираз. Провинцията е люлка на персийската цивилизация. На нейната територия се намират древните столици на Ахеменидската династия – Пасаргад на Кир Велики и Персеполис на Дарий I.

## Етимология
Думата Фарс произлиза от Парса, названието на иранските племена от региона. Фарс е арабизираното произношение на думата, свързано с факта, че в арабския език отсъства звукът „п“.

## История
Според археологическите данни селища на територията на Фарс съществуват най-малко от 5 хиляди години. Останът е бил част от Еламитското царство и тук се намираше неговата столица Аншан.  След като Елам се разпада в резултат на войни с Мидия и Вавилон, на територията на Фарс независимо царуват представители на рода на Ахеменидите. През 6 век пр.н.е. Кир Велики обединява малките царства, завзема Мидия и основава своята столица Пасаргад, чиито руини се намират в района на днешния шахрестан Маврдащ. При Дарий I империята на Ахеменидите се разраства и заема територии от Балканите до Индия. Новата столица Персеполис е построена близо до Пасаргад. При Ахеменидите Фарс е сърцето на империята и нейният политически център. През 330 пр.н.е. Александър Македонски побеждава персийската армия и опожарява Персеполис.
Територията преминава последователно през управлението на Селевкидите и Аршакидите, като през този период Фарс губи своята значимост. След няколко столетия, в началото на 3 век, Ардашир I, основателят на династията на Сасанидите, започва възраждането на персийската империя. Родом от Фарс, Сасанидите възстановяват политическото значение на провинцията. Те са привърженици на зороастризма и при тяхно управление тази религия се разпространява и доминира.
Епохата на Сасанидите приключва с нахлуването на арабите през 7 век. Започва ислямският период на Фарс и на цяла Персия. Провинцията се управлява от наместниците на халифа, но постепенно възвръща относителна самостоятелност и става владение на местни персийски династии. В края на 11 век Фарс е завзет от тюркоезичните Селджуки, които управляват до монголското нашествието през 13 век. След два века борби между тюркски и монголски кланове, през 1501 г. на власт в Персия идват Сефевидите. Те управляват страната до началото на 18 век и налагат шиитския ислям. 
Фарс възстановява своята политическа роля след столетия, когато се възцарява Карим Хан, основателят на династията Зенди. Столицата на Персия става Шираз. В края на 18 век, след смъртта на Карим Хан и последвалите вътрешни борби сред Зендите, управлението се поема от Каджарите. Фарс и неговата столица Шираз отново престават да са център на държавата, a столицата е преместена в Техеран. През 20 век Каджарите отстъпват властта на династията Пахлави. По време на царуването на тази династия са направени промени в административното деление на Иран, от Фарс се отделят два остана – Бушер и Хормозган, в резултат на което провинцията губи излаз на Персийски залив.

## География
Провинцията е с площ 122608 km2, намира се в южната част на Иран. Граничи с провинциите Исфахан – на север, Язд и Керман – на изток, Хормозган – на юг, Бушер – на запад, Кохгилюе и Бойер Ахмад – на северозапад.
По-голямата част от територията на остана е планинска. Неговите западни и южни области се намират в планините Загрос. Пустинята Дащ е Кявир навлиза в неголям северен район на остана. Източните и централните части са покрити със степи и са подходящи за земеделие. В остана има няколко относително пълноводни реки и езера.
Солените езера Махарлу, Ташк, Хейром, както и най-голямото и вече пресъхнало езеро Бахтеган са с обща площ около 145000 ha. Сладководните езера са по-малки и заемат общо 30000 ha.
Територията на Фарс се намира в 3 климатични зони: планинските север, северозапад и запад са със студени зими и меки лета, годишните валежи са между 400 и 600 mm; в централните райони на остана зимите са меки, с валежи, а летата са горещи и сухи, годишните валежи са между 200 и 400 mm; източните и югоизточните части са с умерени зими и много горещи лета, годишните валежи са между 100 и 200 mm.
Разнообразието в географските и климатичните условия на остана е в основата на многообразието на неговата флора и фауна. В горите виреят планински бадем, див шамфъстък, дъб, различни видове билки. Сред най-разпространените животни са газелите, елените, дивите кози и овцете. На територията на Фарс зимуват мигриращите патици, щъркели и лястовици. 
Има няколко защитени природни територии. На север от Шираз се намира Национален парк „Баму“ с площ около 48000 ha.

## Административно деление
Всеки остан в Иран административно се дели на шахрестани. Всеки шахрестан се състои от по-малки административни единици – бахши. Бахшите включват градове и дехестани. Административният център на шахрестан е град, който носи името на шахрестана. Фарс е разделен на 29 шахрестана. Общият брой на бахшите е 83, на градовете – 94, на дехестаните – 204. Административният център на остана е град Шираз.
|             |               |                   |
| 1. Абаде    | 11. Казерун   | 21. Джахром       |
| 2. Еглид    | 12. Арсанджан | 22. Гейр и Карзин |
| 3. Марвдащ  | 13. Хараме    | 23. Хондж         |
| 4. Ростам   | 14. Сарвестан | 24. Дараб         |
| 5. Сепидан  | 15. Кавар     | 25. Зариндащ      |
| 6. Мамасани | 16. Фирузабад | 26. Ларестан      |
| 7. Хорамбид | 17. Фарашбанд | 27. Гераш         |
| 8. Баванат  | 18. Нейриз    | 28. Ламерд        |
| 9. Пасаргад | 19. Естахбан  | 29. Мохр          |
| 10. Шираз   | 20. Фаса      |                   |

## Население
Съгласно националното преброяване през 2011 г. населението на провинцията е 4596658 души, от които 3106732 души живеят в градовете, 72,1% са на възраст между 15 и 64 години, 5,6% са над 65 години и 22,3% са под 15 години. Средният годишен приръст на населението между 2006 и 2011 г. е 1,17 %, плътността е 37 души/km2. 86,32 % от населението на Фарс е грамотно (възрастова група над 6 г.).
Най-голямата етническа група са персийците. Те са и коренното население на Фарс. След арабското нахлуване през 7 век и в резултат на по-нататъшните смени на владетелите на територията започва миграция от съседните региони. Днес на територията на остана има няколко етнически малцинства: голяма група племена от тюркски произход (гашгаи), лури, кюрди, грузинци, араби и други.
Говори се на персийски език, в някои по-изолирани селища се използват местните му диалекти. Основната религия е шиитски ислям. Малцинствените религиозни групи са евреи, християни и зороастрийци.

## Икономика
Останът има добре развити селско стопанство, индустриално производство, туристическа сфера. Земеделските площи заемат около 1 милион хектара, с което Фарс се нарежда на трето място в страната. Провинцията е на едно от първите места в Иран по производство на зърнено-житни култури. Произвеждат се също големи количества разнообразни плодове, зеленчуци, ядки.
Промишлеността е представена с различни браншове: хранително-вкусова индустрия, фармацевтични компании, нефтопреработващи и химически заводи. Добиват се петрол и газ, произвеждат се строителни материали. На територията на провинцията има няколко завода за автомобилостроене. В Шираз се намира свободна икономическа зона и научно-технологичен парк.
Транспортната система на Фарс се състои от няколко летища и продължаващата да се развива мрежа от автомобилните пътища и железопътни линии. В Шираз се намира международното летище Шахид Дастгаиб. Освен него в градовете Ламерд и Лар има две летища с международен статут, които обслужват полетите до страните от Арабския полуостров и Централна Азия. Летищата в градовете Фаса, Джахром, Абаде, Зарган, Сарвестан се използват за вътрешни полети.  Между Шираз и Исфахан има работеща железопътна връзка. Тези градове са свързани и с първокласен автомобилен път.

## Образование
Ширазки университет

Ширазки медицински университет Архив на оригинала от 2017-03-23 в Wayback Machine.

Ширазки технически университет

Ширазки университет за изкуства

Университет на Джахром Архив на оригинала от 2015-12-22 в Wayback Machine.

Медицински университет на Джахром Архив на оригинала от 2019-11-06 в Wayback Machine.

Казерунски университет „Салман Фарси“

Филиали на Ислямски свободен университет в Шираз, Абаде, Сепидан, Джахром и др. градове 

## Забележителности
На територията на Фарс се намират руините на столиците на древни царства и империи:
- Аншан – столицата на Елам
- Пасаргад – столица на Кир Велики
- Персеполис – столица на Дарий I, опожарена от Александър Македонски
- Истахр – град от ахеменидската епоха и за кратко столица на Сасанидите.
- Бишапур – основан от втория сасанидски цар Шапур.

Недалеч от Пасаргад и Персеполис в шахрестан Маврдащ са разположени некрополът Нагш-е Рустам с гробниците на Ахеменидите и Нагш-е Раджаб със скални релефи от епохата на Сасанидите.
Градът Шираз, столицата на остана, се смята за един от най-красивите в Иран. Тук има много архитектурни паметници от средните векове, джамии, старинни базар и баня. Градът е прочут със своите градини, една от които – Ерам – е включена в списъка за световно културно наследство на ЮНЕСКО. В Шираз са погребани големите персийски поети Хафез и Саади.
Паметниците на древната история на остана се намират на териториите на повечето шахрестани. Близо до град Казерун се намира пещерата Шапур със статуя от времето на Сасанидите. В околностите на град Фирузабад се намира дворецът на сасанидския цар Ардашир. Обектът е известен също под името Атешкаде. До него е крепостта Гале-йе Дохтар (в превод от персийски Моминска крепост). Повечето от древните дворци и крепости са в полуразрушен вид.
В провинцията има и природни забележителности – планински проломи и дефилета, защитени паркове, извори, езера и реки.